# Botlatókő

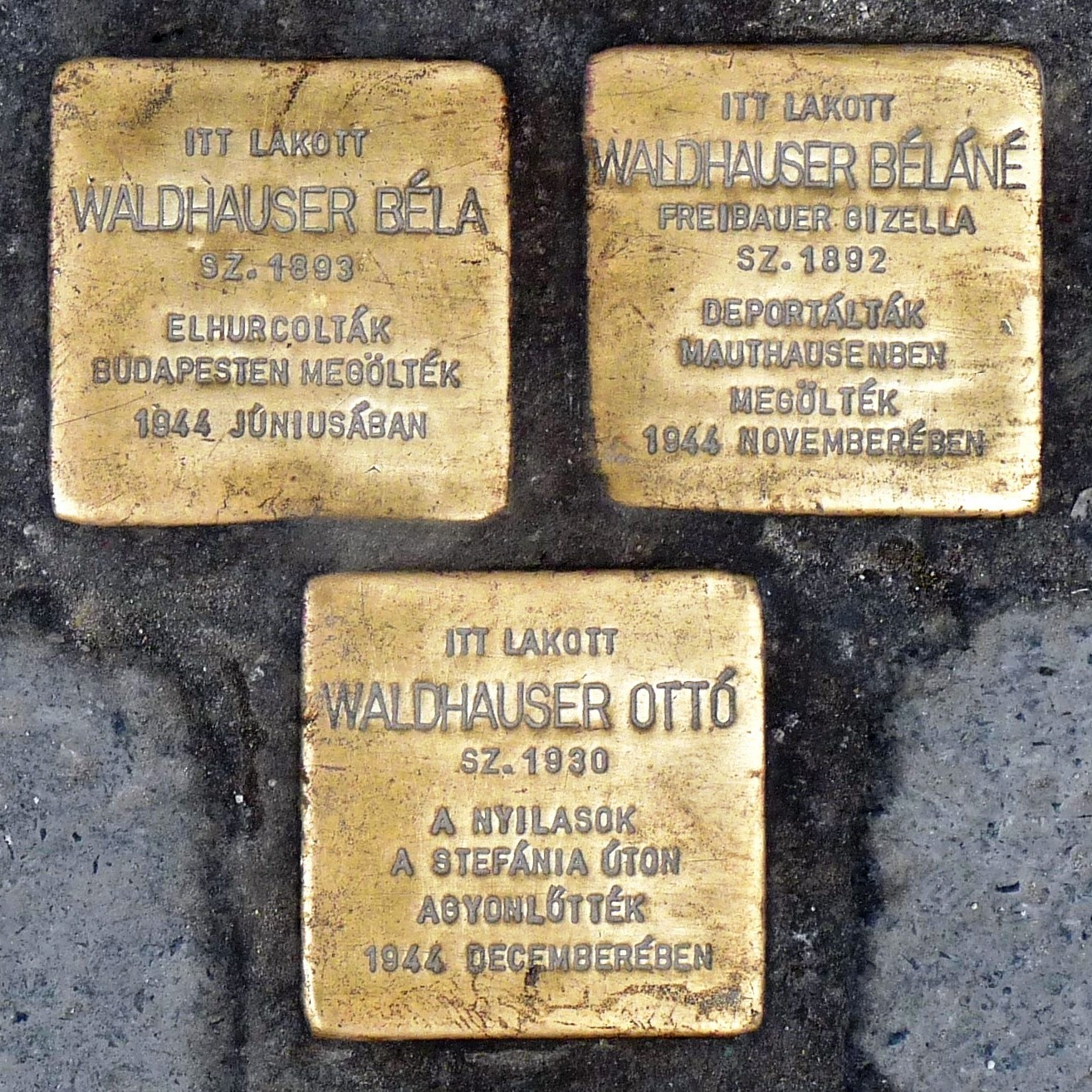
Botlatókövek Zuglóban

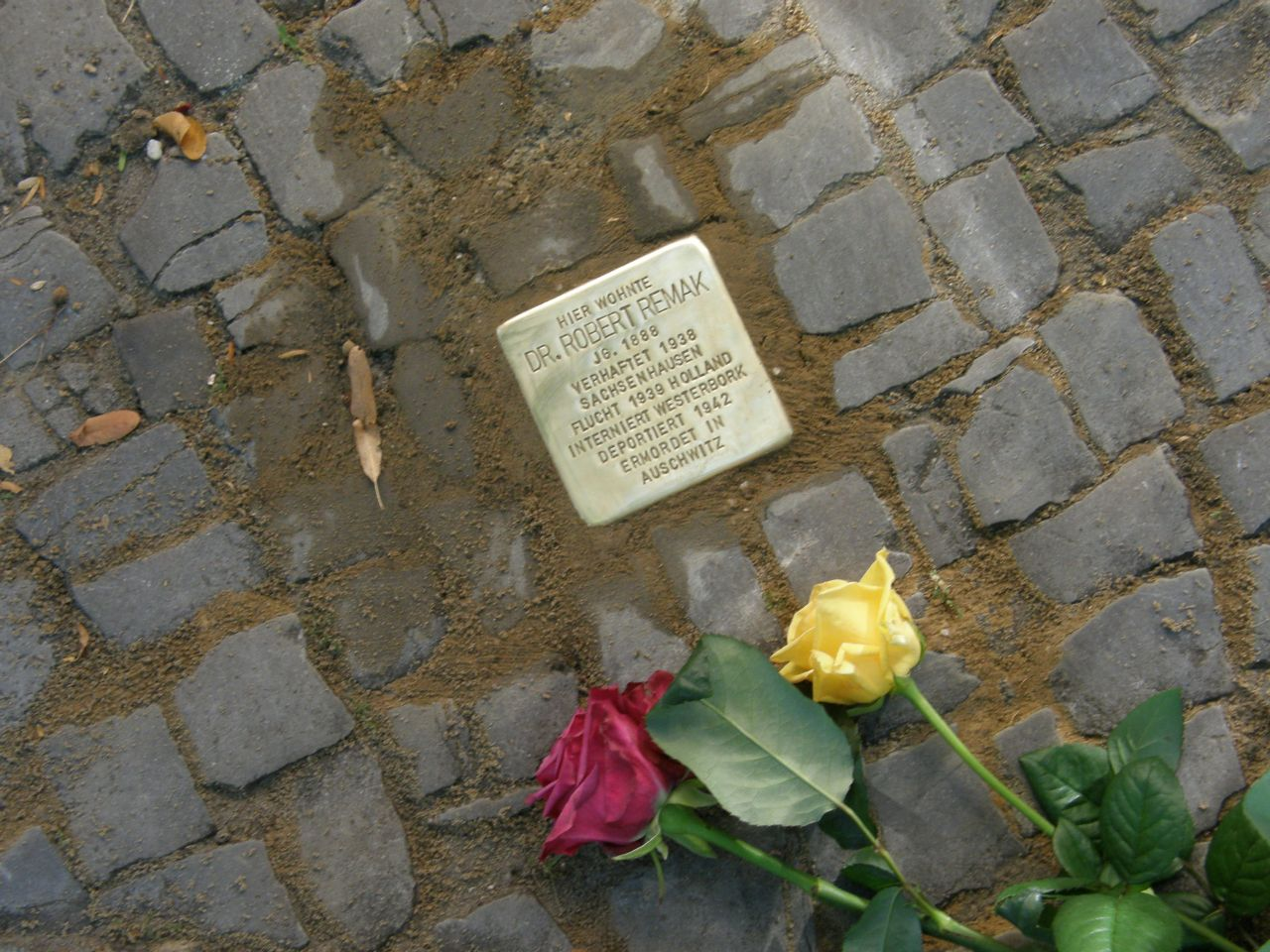
Újonnan lerakott botlatókő Berlinben

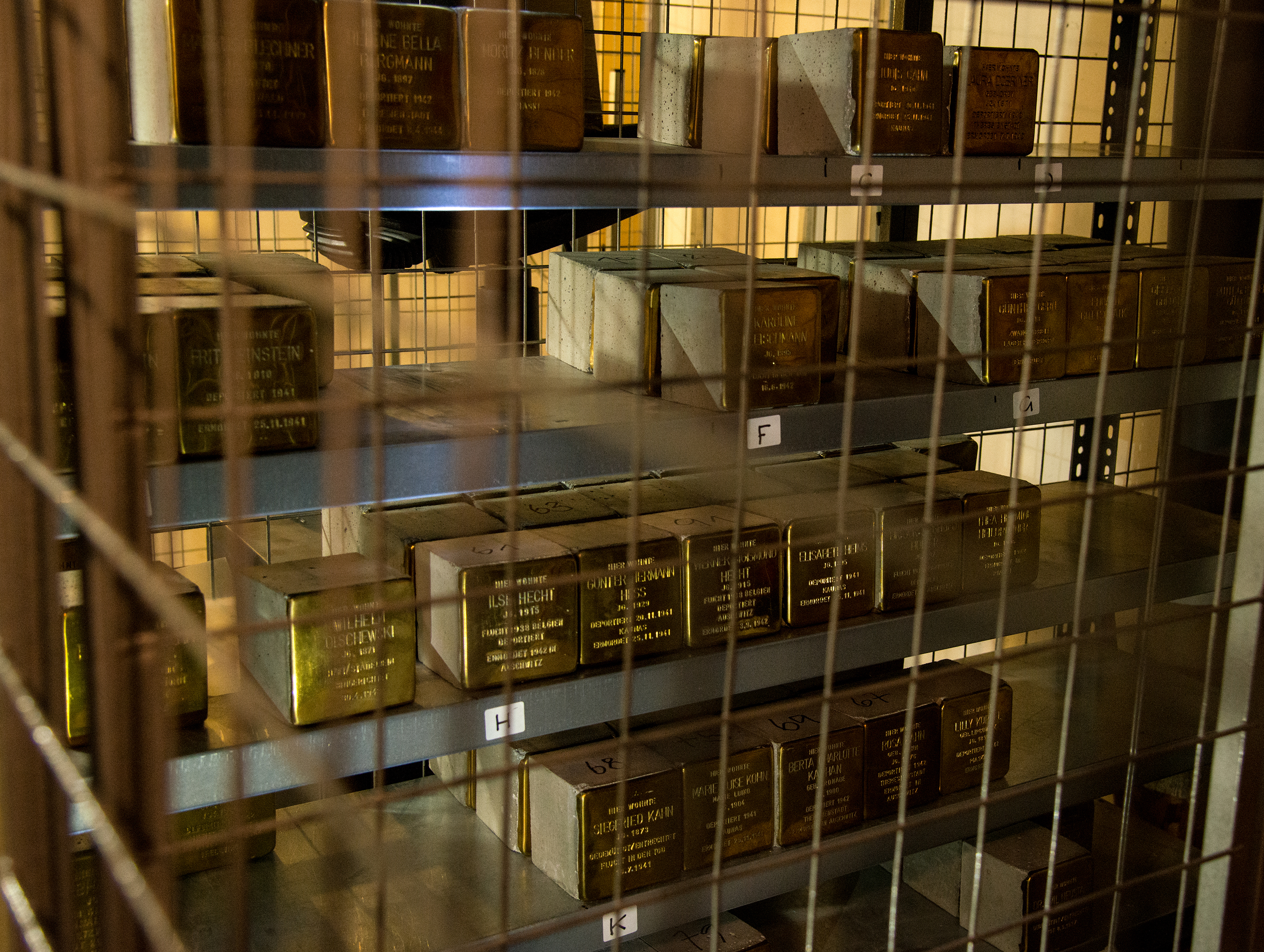
Elhelyezésre váró botlatókövek Münchenben

A botlatókövek (németül: Stolpersteine) Gunter Demnig német szobrász alkotásai; a nemzetiszocializmus áldozatai előtt tisztelgő, macskakőre rögzített 10×10 centiméteres réz emléktáblák, amelyeket az áldozatok egykori lakhelye előtt helyeznek el a járdába süllyesztve. Ezek a kövek a lakóhelyek mindennapjaiban teszik láthatóvá és kézzelfoghatóvá a történelmet. Nevükhöz híven rövid időre megállítják és – a személyes történetek bemutatásával – emlékezésre, elgondolkodásra késztetik az arra járókat, a véletlenül „beléjük botlókat”. A művészi projekt révén egy folyamatosan növekvő, az egyes kövek hálójából összeálló decentrális óriás „emlékmű” jön létre.
A botlatókövek a nácik által deportált, koncentrációs vagy megsemmisítő táborokban, vagy munkaszolgálat során meggyilkolt embereknek, zsidóknak, romáknak (szintók, cigányok stb.), az ellenállási mozgalmak tagjainak, homoszexuálisoknak, Jehova tanúinak, keresztény ellenzékieknek és fogyatékkal élőknek állítanak emléket. Az áldozatok egyik, legnagyobb adatbázisát a Jad Vasem Intézet kezeli Jeruzsálemben.

## „Itt lakott…”

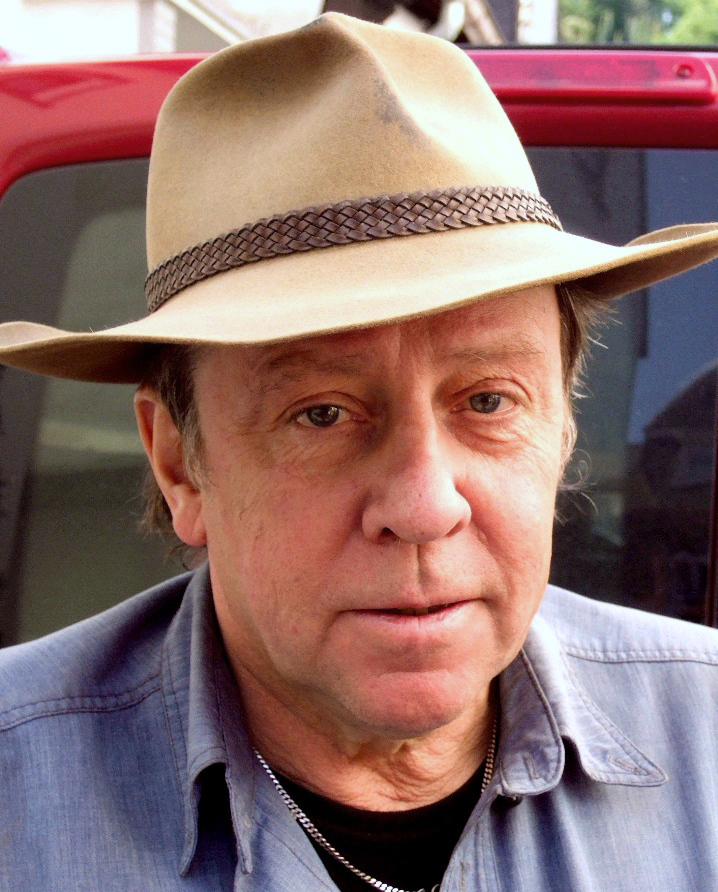
Gunter Demnig

Gunter Demnig, aki azt vallja, hogy „egy embert csak akkor felednek, ha neve feledésbe merült”, elkezdte gyűjteni a német nemzetiszocializmus ideje alatt üldözöttek, deportáltak adatait. Múzeumokkal, iskolákkal, túlélőkkel és az áldozatok családjaival együttműködve kutatott az archívumokban. Amikor megszerezte egy-egy személy halálának hiteles adatait, elkészítette a „felejtés útjába állított” macskaköveket, és azokat az áldozatok egykori lakhelye előtti közterületen, a földbe süllyesztette. Minden kis emléktábla az „Itt lakott” (Hier wohnte) szöveggel kezdődik, melyet a név, a születési idő, valamint az illető sorsának alakulása követ. A kövek telepítése minden esetben az egyén utolsó, szabadon megválasztott lakhelyén történik.
A botlatókövek elkészítésének és kihelyezésének költségeit kollektívák, civilszervezetek, egykori tanúk (Zeitzeugen), iskolai osztályok, szakmai és közösségi szervezetek tagjainak adományaiból fedezik. Egy kő telepítéséhez – az utazási távolság függvényében – 95-130 € szükséges.

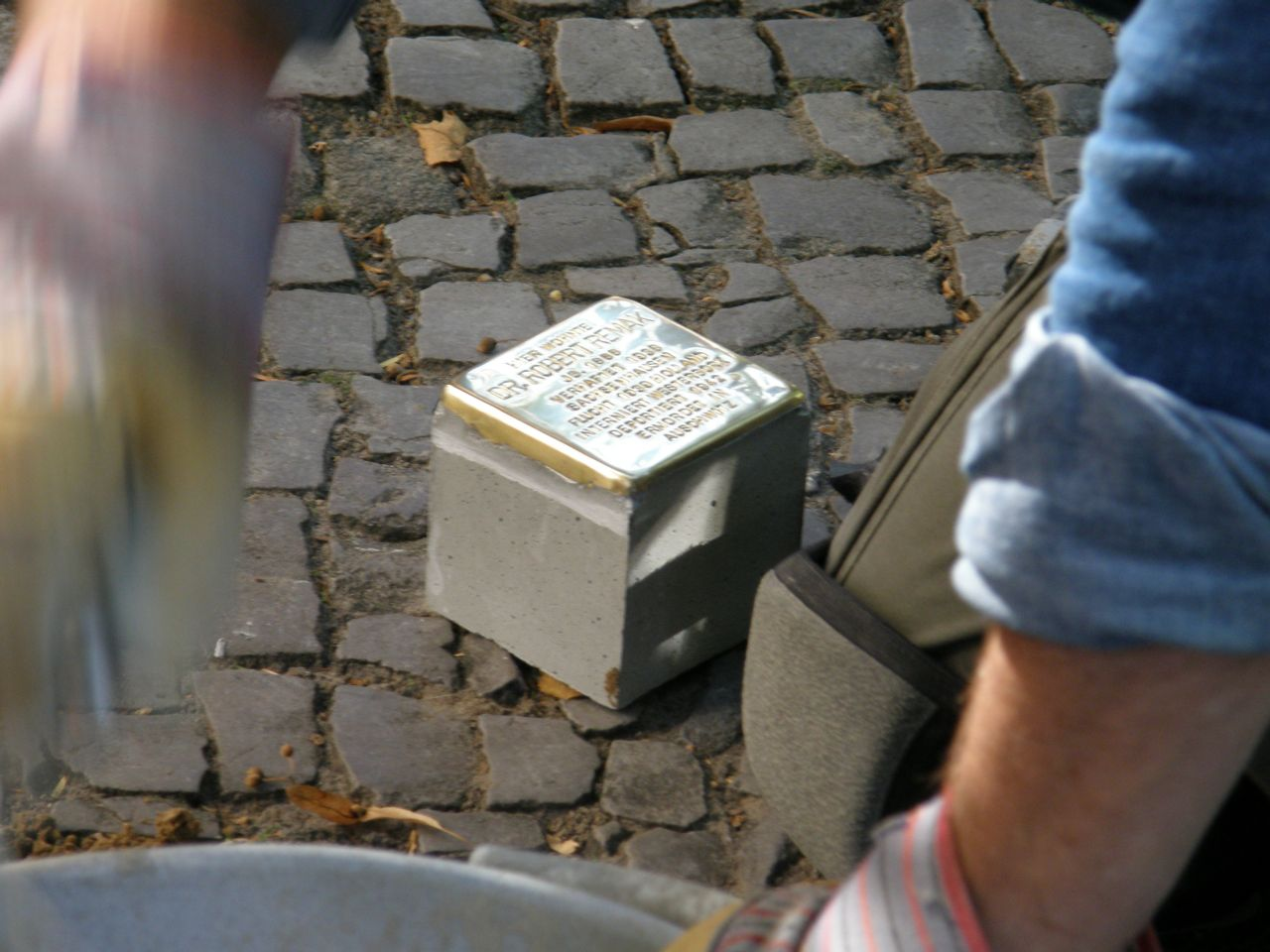
Botlatókő lerakás előtt

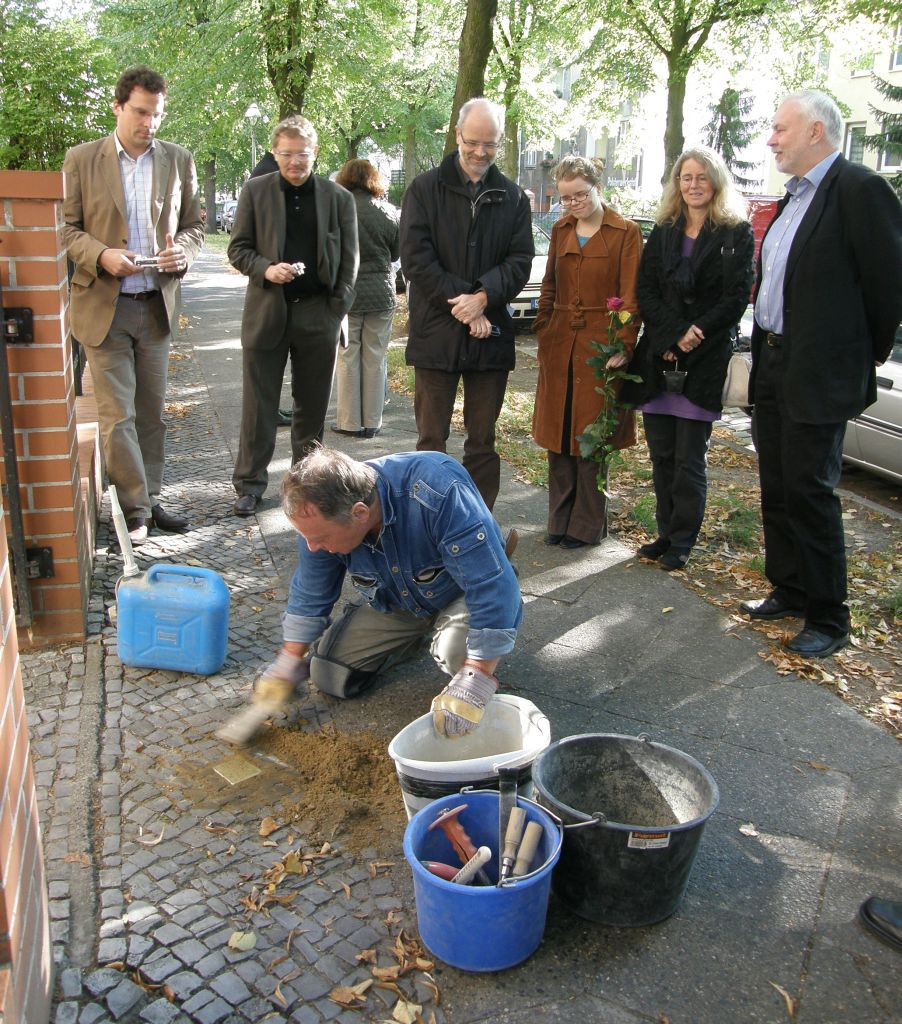
A botlatókő elhelyezése

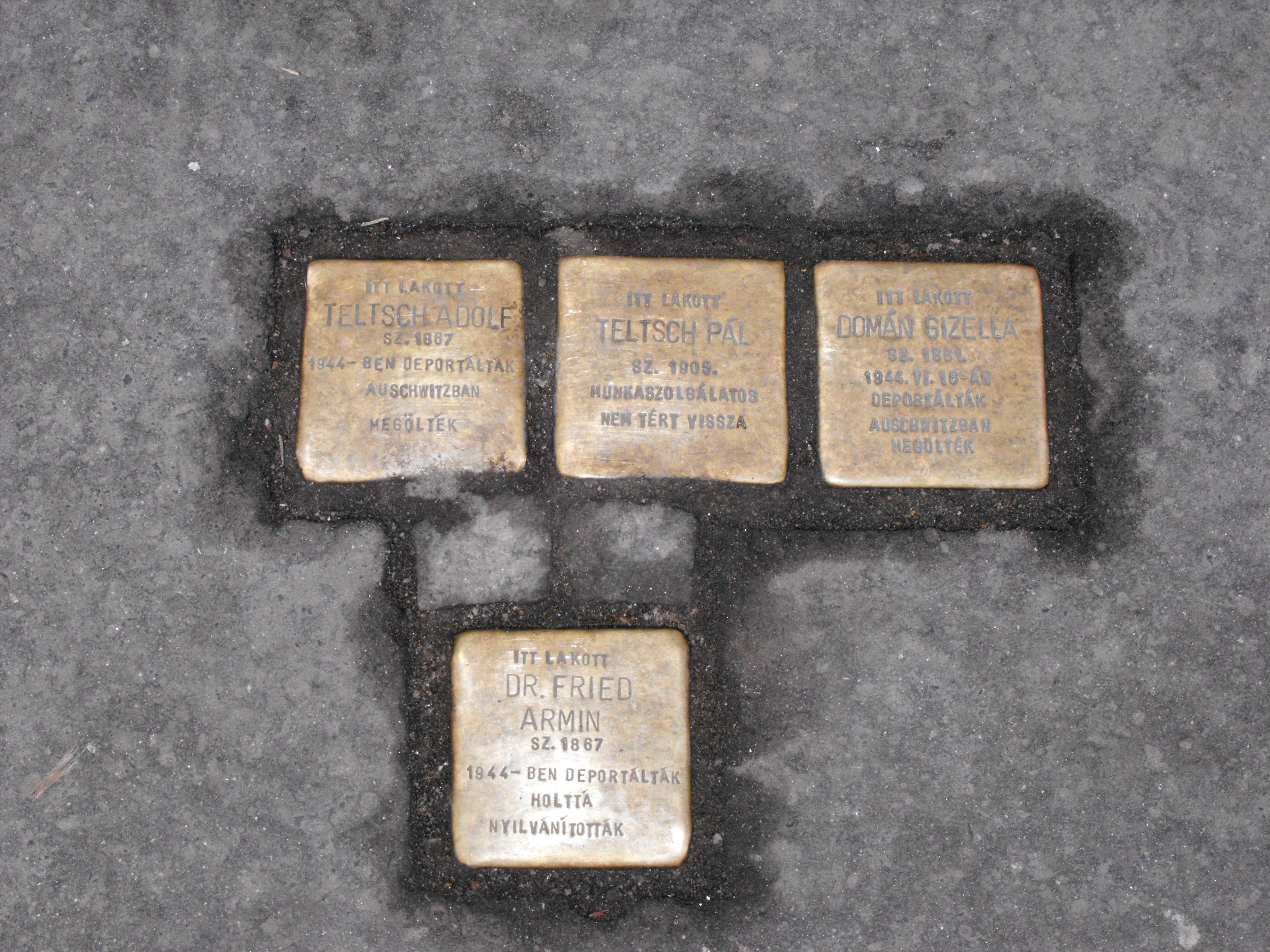
Botlatókövek Makón

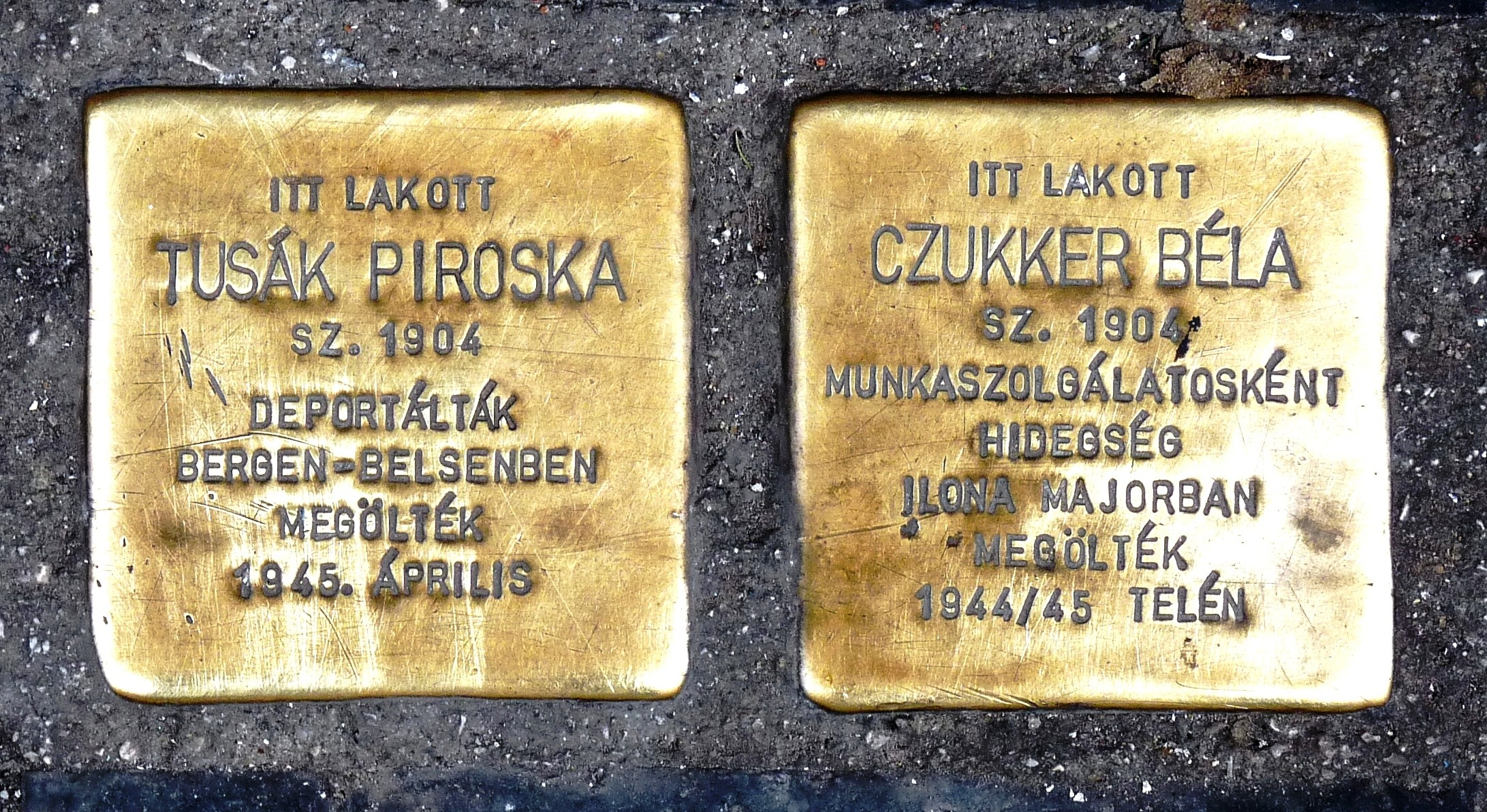
Botlatókövek Zoltai Gusztáv szülei emlékére

## Az első kövek
A botlatókövek ötlete több, a kölni szintók kitelepítésére emlékező művészi akció során fogalmazódott Gunter Demnigben az 1990-es évek elején. 1994-ben mutatta be az első 250 követ a kölni evangélikus templomban, az Antoniterkirchében. Próbaképpen 1995. január 4-én helyezte el az első botlatóköveket Kölnben, engedély nélkül, amiért eljárás indult ellene. A következő akció 1996-ban Berlin Kreuzberg kerületében volt, amelynek során – ugyancsak előzetes engedély nélkül – illesztett a járdába 51 emlékező macskakövet az Oranienstraßén. 1997-től már hatósági engedélyekkel is rendelkezett, ekkor mintegy 600 emlékkő került kihelyezésre. Időközben a megemlékezettek köre kibővült más üldözötti kategóriákkal, s térben is: egész Európára.
Külföldön első alkalommal az Osztrák Holokauszt Emlékszolgálat felkérésére rakott le botlatóköveket a Salzburg melletti St. Georgenben, Jehova tanúi emlékére.
Magyarországon 2007. április 27-én helyezte el az első botlatókövet Gunter Demnig, Budapest, Ráday utca 5. szám előtt, ahol Rónai Béla állás nélküli tisztviselő lakott, és aki 1945. január 19-én Sopronbánfalván munkaszolgálatosként hunyt el. E követ április és augusztus között több is követte Budapesten és vidéken egyaránt.
Ritka, kiemelt esetben nem csupán a botlatókő kerül a talajszinttel egy magasságba, hanem 4 térkőből álló keretbe foglalják. Ez történt Rejtő Jenő esetében a budai Bimbó út 3. számú ház előtt. A 2019. szeptember 13-i elhelyezését követően Gunter Demnig addigi magyarországi tevékenységét a Magyar Arany Érdemkereszt kitüntetéssel ismerték el.
2013 októberéig több mint 42 500 botlatókő került elhelyezésre Németországban, majd Ausztriában, Svájcban, Belgiumban, Franciaországban, Csehországban, Hollandiában, Horvátországban, Lengyelországban, Luxemburgban, Magyarországon, Norvégiában, Romániában, Olaszországban, Oroszországban, Szlovákiában, Szlovéniában és Ukrajnában. Tervezik elhelyezésüket Dániában is.
2023. május 26-án helyezték el a százezredik botlatókövet Nürnbergben.
A világon elsőként Budapesten szedtek fel botlatókövet: 2012. szeptember végén, a kihelyezés másnapján, valaki eltüntette a Laub Magdolnára (1914–1944) emlékeztető macskakövet a Budapest 12. ker. Greguss utca 9. sz. elől.

## A botlatókövek telepítése
A kőletételek teljes szervezése Európa-szerte is – Gunter Demnig kezében van. Magyarországon a Magyar Zsidó Kulturális Egyesület végzi a szervezési, engedélyeztetési eljárással kapcsolatos feladatokat. Magyarországon kívül a művészt, illetve koordinátor munkatársát kell megkeresni angol vagy német nyelvű elektronikus levélben.
A felirat elkészítéséhez szükség van az áldozat pontos, történelmileg hiteles adatainak felkutatására: név, születési dátum, sorsának alakulása (deportálás időpontja, munkaszolgálat stb.), halál helye és időpontja, valamint utolsó, szabadon megválasztott lakhelyének címére. Az adatok beszerzésében, pontosításában, illetve hitelesítésében fontos szerepe jut a helytörténeti és holokausztkutató intézeteknek, dokumentációs központoknak.
Mivel a járda közterület, a kőletételhez szükséges az illetékes önkormányzat előzetes engedélye, amit egy rövid kérelemben lehet igényelni, megjelölve a megemlékezés célját, valamint a kihelyezni tervezett botlatókő pontos helyét (lakcím) és elhelyezésének körülményeit.
Egy magyarországi botlatókő kihelyezése 120 €, amit az igénylőnek kell a művész számára kifizetnie.
2020. január elsejétől a Németországon kívüli botlatókövek elhelyezéséért +10%-ot szükséges fizetni, azaz egy botlatókő így összesen 132 euróba kerül. Az áremelésről szóló nyilatkozat megjegyzi, hogy nem csupán az anyagár, a gyártás, tervezés, hanem az utazás, a kő lerakása is benne foglaltatik az árban. Az áremelést a folyamatosan emelkedő árak ellenére sokáig halasztották, de kénytelenek voltak meglépni a projekt biztosítása érdekében.

## Magyarországi helyszínek
A 2023. augusztus 2-i állapot szerint.
| Helyszín         | Fő  | Részleteiben                | Fényképek |
| ---------------- | --- | --------------------------- | --------- |
| Abony            | 2   |                             |           |
| Ajka             | 4   | [ 10 ]                      |           |
| Baja             | 2   |                             |           |
| Balatonfüred     | 4   | Botlatókövek Balatonfüreden |           |
| Barcs            | 2   |                             |           |
| Békéscsaba       | 12  |                             |           |
| Budapest         | 224 | Botlatókövek Budapesten     |           |
| Cegléd           | 1   | [ 11 ]                      |           |
| Celldömölk       | 1   |                             |           |
| Debrecen         | 37  | Botlatókövek Debrecenben    |           |
| Decs             | 2   |                             |           |
| Dunaföldvár      | 2   |                             |           |
| Eger             | 10  | [ 12 ]                      |           |
| Egervár          | 3   |                             |           |
| Esztergom        | 17  | Botlatókövek Esztergomban   |           |
| Gyöngyös         | 3   | [ 13 ]                      |           |
| Győr             | 25  |                             |           |
| Hatvan           | 5   | [ 13 ]                      |           |
| Hódmezővásárhely | 3   | [ 14 ]                      |           |
| Kiskunhalas      | 5   | Botlatókövek Kiskunhalason  |           |
| Kistelek         | 1   | [ 15 ]                      |           |
| Kisvárda         | 4   |                             |           |
| Kőszeg           | 1   | Botlatókő Kőszegen          |           |
| Lenti            | 2   |                             |           |
| Magyarmecske     | 2   |                             |           |
| Makó             | 7   | Botlatókövek Makón          |           |
| Mátészalka       | 4   |                             |           |
| Miskolc          | 23  | [ 16 ]                      |           |
| Monoszló         | 2   |                             |           |
| Nagykanizsa      | 25  | Botlatókövek Nagykanizsán   |           |
| Nagykőrös        | 6   | Botlatókövek Nagykőrösön    |           |
| Nyírbátor        | 11  | [ 15 ]                      |           |
| Nyíregyháza      | 24  |                             |           |
| Pápa             | 20  | [ 13 ]                      |           |
| Pásztó           | 10  |                             |           |
| Pécs             | 13  |                             |           |
| Pincehely        | 5   | [ 15 ]                      |           |
| Salgótarján      | 11  | [ 13 ]                      |           |
| Sárospatak       | 8   | [ 12 ]                      |           |
| Sátoraljaújhely  | 17  | [ 12 ]                      |           |
| Sellye           | 3   | [ 13 ]                      |           |
| Sopron           | 2   | Botlatókövek Sopronban      |           |
| Szeged           | 19  | Botlatókövek Szegeden       |           |
| Székesfehérvár   | 2   | [ 13 ]                      |           |
| Szentendre       | 4   | Botlatókövek Szentendrén    |           |
| Szentes          | 1   |                             |           |
| Szentgál         | 7   | [ 15 ]                      |           |
| Szolnok          | 3   | Botlatókövek Szolnokon      |           |
| Szombathely      | 4   | Botlatókövek Szombathelyen  |           |
| Tapolca          | 9   |                             |           |
| Tiszakécske      | 2   | [ 15 ]                      |           |
| Tótvázsony       | 2   | [ 13 ]                      |           |
| Újfehértó        | 1   |                             |           |
| Vác              | 2   | [ 13 ]                      |           |
| Veszprém         | 22  | [ 15 ]                      |           |
| Zalaegerszeg     | 3   |                             |           |